# Peperomia furcata
Peperomia furcata är en pepparväxtart som beskrevs av Philipp Filip Maximilian Opiz. Peperomia furcata ingår i släktet peperomior, och familjen pepparväxter. Inga underarter finns listade i Catalogue of Life.